# Pteroselinum peucedanoides
Pteroselinum peucedanoides är en flockblommig växtart som beskrevs av Heinrich Gottlieb Ludwig Reichenbach. Pteroselinum peucedanoides ingår i släktet Pteroselinum och familjen flockblommiga växter. Inga underarter finns listade i Catalogue of Life.